# New York Institute for the Humanities
Das New York Institute for the Humanities ist eine akademische Vorfeld-Organisation der New York University. Sie wurde 1976 von Richard Sennett und Mitstreitern ins Leben gerufen, um den Ideenaustausch zwischen Akademikern, Kulturschaffenden und der allgemeinen Öffentlichkeit zu fördern.  Das NYIH veranstaltet kontinuierlich öffentliche Seminare ebenso wie Arbeitstreffen für seine gegenwärtig etwa 220 Fellows.

## Geschichte
Die beste Zeit des Instituts war das erste Jahrzehnt. Es gab einen eigenen Jahresetat von einer haben Million Dollar, der zu einem großen Teil von Stiftungen gespeist wurde. Große Namen von Mitgliedern wie Susan Sontag und entsprechende Vorträge charakterisierten ein lebhaftes Forum der Intellektuellen. Aus dem "Perestroika-Osteuropa" und der ganzen Welt kamen Gastbeiträge.  
Aufgrund von nachlassender Strahlkraft und Innovation ging der anfängliche Impetus teilweise verloren. So kam es 1996 zu einer internen Fehde, die die Mitgliederschaft in zwei Fraktionen spaltete und in der Folge einigen Aderlass an ausscheidenden Mitgliedern nach sich zog. Im Jahr 2001 betrug der Jahresetat zudem nur mehr ein Sechstel des Ursprünglichen. Man war auf der Suche nach einem Präsidenten, der das Institut zurück auf einen Aufwärtsweg führen könnte.
Etliche inhaltlich ähnlich ausgerichtete Organisationen, darunter das New York Public Library's Center for Scholars and Writers, das Center for the Humanities an der City University of New York's Graduate Center, und das International Center for Advanced Studies an der N.Y.U., wurden durch die Vorreiterrolle des NYIH gedanklich ermöglicht und inspiriert. Eine frühere Vizepräsidentin schuf einen virtuellen Klon des NYIH an der University of Southern California.
Die New York University gab laut New York Times 2001 dem NYIH ein Betriebskosten-Budget von $80,000 sowie drei Büros auf dem Campusgelände. Die meisten Veranstaltungen des NYIH finden nach wie vor in Sälen und Einrichtungen des Campus statt. Geboten werden von der NYIH organisierte Seminare, Konferenzen, Diskussionsveranstaltungen, Lesungen und Aufführungen. Viele der Veranstaltungen sind ohne Eintritt.